# Iwan Wladimirowitsch Proworow
Iwan Wladimirowitsch Proworow (russisch Иван Владимирович Проворов; englische Transkription: Ivan Vladimirovich Provorov; * 13. Januar 1997 in Jaroslawl) ist ein russischer Eishockeyspieler, der seit Juni 2023 bei den Columbus Blue Jackets in der National Hockey League (NHL) unter Vertrag steht. Zuvor verbrachte der Verteidiger sieben Jahre bei den Philadelphia Flyers, die ihn im NHL Entry Draft 2015 an siebter Position ausgewählt hatten.

## Karriere

### Jugend
Iwan Proworow wurde in Jaroslawl geboren und spielte in seiner Jugend für die Nachwuchs-Abteilungen von Lokomotive Jaroslawl, dem örtlichen KHL-Klub. Allerdings verließ er sein Heimatland bereits im Alter von 13 Jahren, als er von einem ukrainisch-stämmigen Eishockeytrainer in die Vereinigten Staaten, nach Wilkes-Barre im Bundesstaat Pennsylvania, gelotst wurde. Dort lief der Verteidiger fortan für die Wilkes-Barre Knights bzw. die Wilkes-Barre/Scranton Knights auf, bis er mit Beginn der Saison 2013/14 in die United States Hockey League (USHL), die höchste Junioren-Liga der USA, zu den Cedar Rapids RoughRiders, die ihn beim USHL Futures Draft an fünfter Gesamtposition gezogen hatten, wechselte. Im Anschluss, nachdem er mit der U18-Auswahl Russland an der U18-Weltmeisterschaft 2014 teilgenommen hatte, wurde der Russe im CHL Import Draft 2014 an 30. Position von den Brandon Wheat Kings ausgewählt, für die er mit Beginn der kommenden Spielzeit in der Western Hockey League (WHL) auflief. Zeitgleich wählte ihn auch sein Heimatverein Lokomotive Jaroslawl an 120. Position im KHL Junior Draft 2014 aus.
In der WHL etablierte sich Proworow auf Anhieb, so führte er in der Saison 2014/15 alle Rookies der Liga in Vorlagen (46) und Scorerpunkten (61) an, sodass er zum CHL Top Prospects Game eingeladen sowie ins East First All-Star Team der WHL gewählt wurde. Außerdem vertrat er sein Heimatland bei der U20-Weltmeisterschaft 2015, bei dem die Mannschaft die Silbermedaille gewann. Im anschließenden NHL Entry Draft 2015 wurde der Abwehrspieler an siebter Position von den Philadelphia Flyers ausgewählt, die ihn wenig später im Juli 2015 mit einem Einstiegsvertrag ausstatteten. Vorerst kehrte Proworow jedoch für eine weitere Spielzeit in die WHL zurück, in der er mit den Wheat Kings die Playoffs um den Ed Chynoweth Cup gewann und somit am Memorial Cup 2016 teilnahm. Zudem führte er die Liga in der Plus/Minus-Statistik mit +64 an, sodass er in der Folge mit der Bill Hunter Memorial Trophy als bester Verteidiger der WHL ausgezeichnet sowie erneut ins East First All-Star Team gewählt wurde. Wenig später erhielt der Russe auch den CHL Defenceman of the Year Award. Ferner nahm er über den Jahreswechsel an der U20-Weltmeisterschaft 2016 teil und gewann dort mit der russischen Auswahl eine weitere Silbermedaille.

### NHL
Im Rahmen der Vorbereitung auf die Saison 2016/17 etablierte sich Proworow im NHL-Aufgebot der Flyers und debütierte somit im Oktober 2016 in der National Hockey League (NHL). In seiner Rookie-Saison verpasste der Verteidiger kein Pflichtspiel und erzielte in 82 Spielen 30 Scorerpunkte. Anschließend debütierte er für die russische A-Nationalmannschaft bei der Weltmeisterschaft 2017 und gewann dort mit dem Team die Bronzemedaille, wobei er drei Torvorlagen in zehn Partien für sich verbuchen konnte. Im September 2019 unterzeichnete Proworow einen neuen Sechsjahresvertrag in Philadelphia, der ihm ein durchschnittliches Jahresgehalt von 6,75 Millionen US-Dollar einbringen soll.
Nach sieben Jahren in der Organisation der Flyers wurde der Russe jedoch im Juni 2023 zu den Columbus Blue Jackets transferiert. Philadelphia erhielt im Gegenzug ein Erstrunden-Wahlrecht für den NHL Entry Draft 2023 sowie ein Zweitrunden-Wahlrecht für den Draft 2024 oder 2025 von Columbus. Um Gehalt hinsichtlich des Salary Cap einzusparen, wurde er jedoch zuvor kurzzeitig zu den Los Angeles Kings transferiert, die 30 % seines Salärs übernahmen. Im Zuge dieser Transaktion wechselten zudem Cal Petersen, Sean Walker, Helge Grans sowie ein Zweitrunden-Wahlrecht im Draft 2024 von den Kings zu den Flyers sowie im Gegenzug Kevin Connauton und Hayden Hodgson von Philadelphia nach Los Angeles.

## Erfolge und Auszeichnungen
| - 2015 Teilnahme am CHL Top Prospects Game - 2015 WHL East First All-Star Team - 2016 Ed-Chynoweth-Cup-Gewinn mit den Brandon Wheat Kings | - 2016 CHL Defenceman of the Year Award - 2016 Bill Hunter Memorial Trophy - 2016 WHL East First All-Star Team |

### International
- 2015 Silbermedaille bei der U20-Weltmeisterschaft
- 2016 Silbermedaille bei der U20-Weltmeisterschaft
- 2017 Bronzemedaille bei der Weltmeisterschaft

## Karrierestatistik

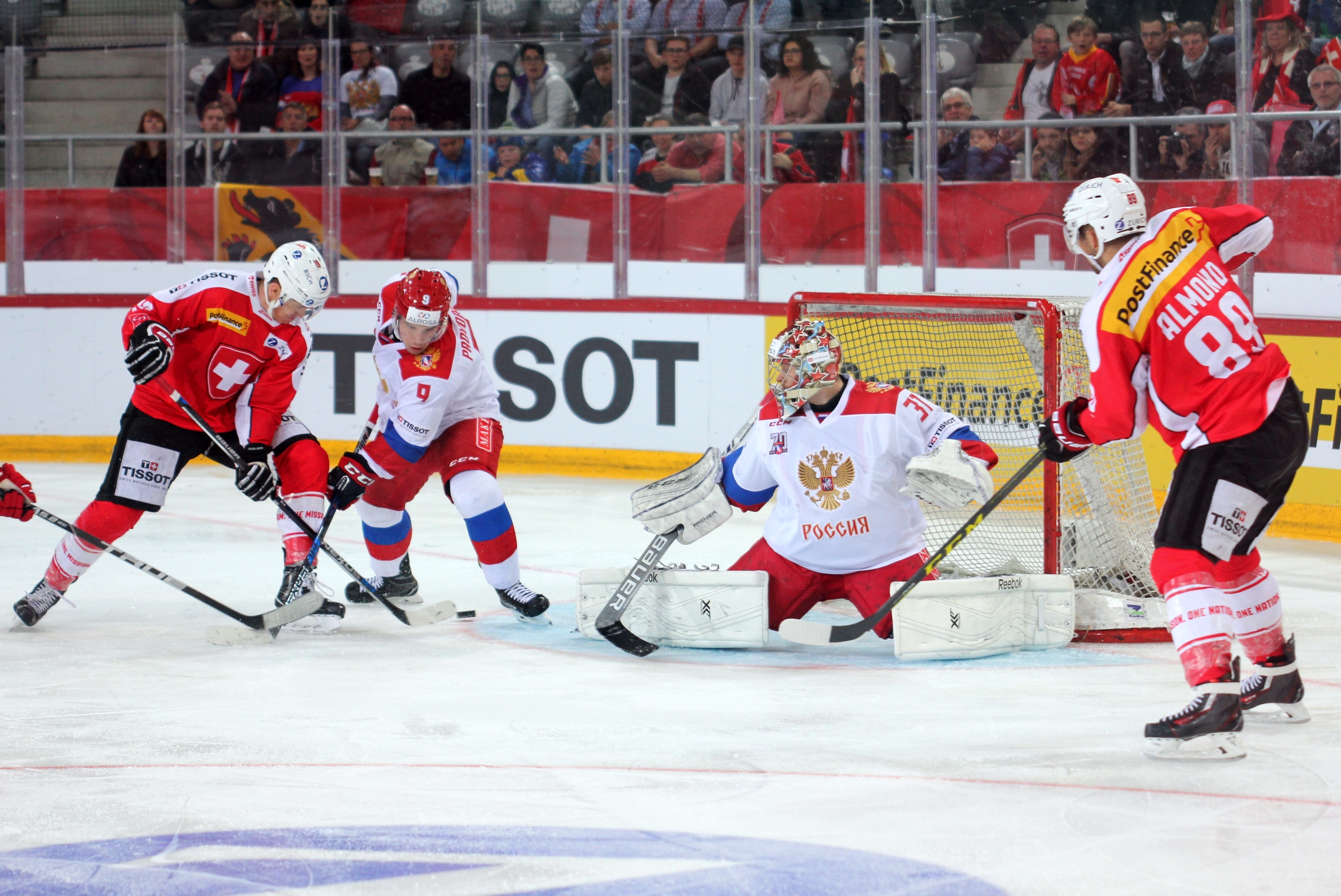
Iwan Proworow (Bildmitte, Nummer 9) im Nationaltrikot (April 2017)

Stand: Ende der Saison 2024/25

### International
Vertrat Russland bei:
| - U18-Weltmeisterschaft 2014 - U20-Weltmeisterschaft 2015 - U20-Weltmeisterschaft 2016 | - Weltmeisterschaft 2017 - Weltmeisterschaft 2021 |

(Legende zur Spielerstatistik: Sp oder GP = absolvierte Spiele; T oder G = erzielte Tore; V oder A = erzielte Assists; Pkt oder Pts = erzielte Scorerpunkte; SM oder PIM = erhaltene Strafminuten; +/− = Plus/Minus-Bilanz; PP = erzielte Überzahltore; SH = erzielte Unterzahltore; GW = erzielte Siegtore; 1 Play-downs/Relegation; Kursiv: Statistik nicht vollständig)